# 제3공작
제3공작은 한국에서 제작된 설태호 감독의 1978년 영화이다. 황해 등이 주연으로 출연하였고 김화식 등이 제작에 참여하였다.

## 출연

### 주연
- 황해
- 이대엽
- 안성기
- 장혁

## 제작진
- 원작자: 황길용
- 조명: 김강일
- 미술: 김유준